# Kholudenovka
Kholudenovka (en rus: Холуденовка) és un poble de l'óblast de Saràtov, a Rússia, segons el cens del 2010 tenia 70 habitants. Pertany al districte municipal de Rtísxevo.